# Revelation (Journey)
Revelation è il quattordicesimo album della band Journey, pubblicato il 3 giugno 2008.
In questo album il cantante è lo sconosciuto Arnel Pineda scoperto dalla band consultando filmati di cover band su YouTube.

Il secondo CD è un greatest hits di grandi classici della band ri-registrati per l'occasione.

## Tracce

### Disc 1
1. "Never Walk Away" - 4:19 (Neal Schon, Jonathan Cain, J. Hunsicker)
2. "Like a Sunshower" - 4:29 (Neal Schon, Jonathan Cain)
3. "Change For the Better" - 5:52 (Neal Schon, Jonathan Cain)
4. "Wildest Dream" - 5:02 (Neal Schon, Jonathan Cain)
5. "Faith in the Heartland" - 6:18 (Neal Schon, Jonathan Cain, Steve Augeri)
6. "After All These Years" - 4:10 (Jonathan Cain)
7. "Where Did I Lose Your Love" - 5:02 (Jonathan Cain, Neal Schon)
8. "What I Needed" - 5:28 (Neal Schon, Jonathan Cain)
9. "What It Takes To Win" - 5:23 (J. Cain, Neal Schon)
10. "Turn Down the World Tonight" - 4:56 (Jonathan Cain)
11. "The Journey (Revelation)" - 5:25 [instrumental] (Neal Schon)
12. "Let It Take You Back"
  - Bonus track on the European release
13. "The Place in Your Heart" - 4:20 (Neal Schon, Jonathan Cain, Steve Augeri)
  - Bonus track on the Japanese release

### Disc 2
1. "Only the Young" - 4:14 (Jonathan Cain, Neal Schon, Steve Perry)
2. "Don't Stop Believin'" - 4:55 (Jonathan Cain, Neal Schon, Steve Perry)
3. "Wheel in the Sky" - 5:01 (Neal Schon, Diane Valory, Robert Fleischman)
4. "Faithfully" - 4:47 (Jonathan Cain)
5. "Any Way You Want It" - 3:25 (Neal Schon, Steve Perry)
6. "Who's Crying Now" - 5:16 (Jonathan Cain, Steve Perry)
7. "Separate Ways (Worlds Apart)" - 5:27 (Jonathan Cain, Steve Perry)
8. "Lights" - 3:16 (Neal Schon, Steve Perry)
9. "Open Arms" - 3:22 (Jonathan Cain, Steve Perry)
10. "Be Good to Yourself" - 4:29 (Neal Schon, Jonathan Cain, Steve Perry)
11. "Stone in Love" - 4:27 (Neal Schon, Jonathan Cain, Steve Perry)

## Formazione
- Arnel Pineda - voce
- Neal Schon - chitarra, voce
- Jonathan Cain - tastiera, voce
- Ross Valory - basso, voce
- Deen Castronovo - batteria